# Юрий Лончаков
Юрий Валентинович Лончаков е руски космонавт, участвал в 3 космически полета.

## Биография
Роден е на 4 март 1965 г. в град Балхаш, Джезказганска област, Казахска ССР, СССР, днес в Карагандинска област. Завършва училище № 22 в Актюбинск. Постъпва в Оренбургското висше военно авиационно училище за летци „И. Полбин“, специалност „Командна и тактическа морска ракетоносна авиация“.
От 1986 до 1995 г. служи в частите на морската авиация на Балтийския флот, а след това — в частите на ПВО.
През 1998 г. Лончаков завършва Висшата военноинженерна академия „Н. Жуковски“, специалност „Изпитания на летателни апарати и техните системи“, получава квалификация летец-инженер-изследовател. Зачислен е в отряда на космонавтите.
С решение на Висшата атестационна комисия от 24 септември 2010 г. му е присвоена степента „доктор на техническите науки“. В същия ден полковник Юрий Лончаков е назначен за командир на отряд на Центъра за подготовка на космонавти „Ю. Гагарин“.

## Космически полети
- От 19 април до 1 май 2001 г. като специалист на мисията STS-100 със совалката Индевър по програмата за строежа на МКС. Продължителността на полета е 11 денонощия 21 часа 31 минути 14 секунди.
- От 30 октомври до 10 ноември 2002 г. като бординженер, заедно със Сергей Залетин и Франк Де Вини. Стартират с космическия кораб „Союз ТМА-1“, кацат с кораба „Союз ТМ-34“. Продължителността на полета е 10 денонощия 20 часа 53 минути и 9 секунди.
- На 12 октомври 2008 г. в 07:01:33,243 UTC (11:01:33,243 московско време) полита за трети път в космоса като командир на кораба „Союз ТМА-13“ и бординженер на 18-а основна експедиция на МКС, заедно с Майкъл Финк и Ричард Гериът. На 14 октомври 2008 г. в 08:26:14 UTC (12:26:14 московско време) става скачването на кораба с МКС (към скачващия възел на модула „Заря“).

По време на полета е изпълнил 2 излизания в открития космос:
- на 24 декември 2008 г. с продължителност 5 часа и 38 минути; космонавтите монтират научна апаратура за европейския експеримент EXPOSE-R, инсталират на модула „Звезда“ научна апаратура за експеримента „Импулс“, а също така сваляг от скачващия отсек „Пирс“ втория от трите контейнера „Биориск-МСН“.
- 10 март 2009 г. - с продължителност 4 часа и 49 минути; космонавтите монтират на външната повърхност на служебния модул „Звезда“ апаратура за европейския научен експеримент EXPOSE-R.

На 8 април 2009 г. в 02:55:30 UTC (06:55 московско време) корабът се отделя от МКС, спирачен импулс е подаден в 06:24 UTC (10:24 мск). В 07:16 UTC (11:16 мск) спускаемия апарат на кораба „Союз ТМА-13“ прави меко кацане североизточно от гр. Джезказган в Казахстан.
Продължителността на полета е 178 денонощия 0 часа 14 минути 27 секунди.

## Награди
- Герой на Русия (2003)
- Орден „За заслуги пред Отечеството“ и IV степен (2 април 2010) – за мъжество и висок професионализъм, проявен при осъществяване на космическия полет на Международната космическа станция[1]
- Летец-космонавт на Русия (2003)
- Медал на НАСА „За космически полет“ (2001)
- Заслужил деятел на Актюбинска област (2006)